# Ulrich Pohlhammer
Ulrich Pohlhammer (* 26. Februar 1852 in Neu-Ulm; † 28. August 1926 in Stuttgart) war ein deutscher Architekt, der zahlreiche katholische Kirchen in Württemberg errichtet hat.

## Leben
Pohlhammer war der Sohn von Franz Pohlhammer, Oberpostsekretär in Gmünd, und Maria Theresia, geb. Braun, welche außerdem eine jüngere Tochter hatten. Er besuchte Schulen in Neu-Ulm und Ulm. Danach studierte er von 1869 bis 1873 Architektur an der Polytechnischen Schule in Stuttgart. Dort war er ein Schüler von Christian Friedrich von Leins und Robert von Reinhardt, die bedeutende Vertreter der historistischen Architektur in Württemberg waren. Während seines Studiums gründete er 1870 die AV Alania Stuttgart. 1873 absolvierte er die erste Staatsprüfung. Danach arbeitete er als Architekt in privaten Architekturbüros in Stuttgart, Kassel und schließlich mehrere Jahre in Köln, wo er sich mit dem Studium mittelalterlicher rheinischer Kirchen auf seine spätere Tätigkeit vorbereitete. 1882 bestand er das zweite Staatsexamen (das an sein Studium anschließende Referendariat schloss er mit dem Staatsexamen zum Regierungsbaumeister ab). Ab 1885 arbeitete er als „selbständiger Privatarchitekt“. Zunächst wohnte er in Schwäbisch Hall und war von 1888 bis 1890 in der Pfalz tätig. Ab 1891 hatte er seinen Wohnsitz in Stuttgart. Während seiner Wirkungszeit zwischen Mitte der 1880er Jahre und dem Ersten Weltkrieg gehörte er neben Joseph Cades zu den meistbeschäftigten Architekten im Bereich des katholischen Sakralbaus in Württemberg. 1906 wurde ihm anlässlich des Geburtstags König Wilhelms II. der Titel Baurat verliehen. 1926 starb er im Alter von 74 Jahren in Stuttgart.

## Werke
Pohlhammers erster Kirchenbau war die Josefskirche Schwäbisch Hall, die er 1886/1887 als dreischiffige Basilika im Stil der Neugotik errichtete. Zu seinen weiteren Bauten zählen die Herz-Jesu-Kirche in Obergriesheim, im Stil der Neuromanik die Jakobuskirche in Tiefenbach (1901/1902), die St. Walburga-Kirche in Bachenau (1901/1902), die St.-Martins-Kirche in Sontheim (1904), St. Kilian in Massenbachhausen, die Jakobuskirche in Bargau (1911), die St.-Joseph-Kirche in Spaichingen, die Kirche St. Petrus und Paulus in Pfedelbach, die Kirche St. Josef in Feuerbach (1895), die Kirche St. Nikolaus in Stuttgart (1896–1899), die Kirche  St. Laurentius und Agatha in Oggelshausen (1901–1902) und die Kirche St. Antonius von Padua in Zuffenhausen (1902–1903). Ab ca. 1910 wandte er sich insbesondere in Oberschwaben zunehmend dem Neobarock zu wie bei der Kirche St. Mariä Himmelfahrt in Dettingen. Die Kirche in Rechberghausen (1912) und die Kirche St. Maria von der immerwährenden Hilfe in Meckenbeuren (1913) errichtete Pohlhammer in einer modern-versachlichten Mischung von Stilelementen des Neubarocks, Neuklassizismus, Heimat- und Jugendstils. Sie gehören zu seinen letzten größeren Bauwerken. Er wirkte auch an der Restaurierung zahlreicher Sakralbauten maßgeblich mit.
Pohlhammer äußerte sich in seiner 1920 erschienenen Schrift Katholische Kirchen in Württemberg über Leitlinien, die er bei vielen seiner Kirchenbauten angewandt hatte. Hierzu gehörten „größte Einfachheit“, der „Verzicht auf Kreuzblumen, Krabben, Fialenaufbauten, Maßwerke“, „Grundrisse in knappster Form, aber mit klarer Gliederung der Baumassen in Unter- und Ueberordnung und mit Vermeidung einer kleinlichen Dimensionierung“ und eine „Monumentalität, wie sie die alte heimische Kirchenbaukunst romanischen und gotischen Stils gelehrt hatte“. Kirchliche Kunst diene dazu, „die Liturgie zu unterstützen, sie ästhetisch wirksam zu um rahmen, nicht in konventionell ausdruckslosen schablonenhaften, sondern in lebensvollen Formen“. Dabei sei der Altarraum als geistiges Zentrum besonders herauszuheben, nach dem auch die bauliche Gliederung klar hingerichtet sein sollte.

## Publikationen
- Katholische Kirchen in Württemberg: Bauten und Entwürfe. Deutsches Volksblatt, Stuttgart 1920 (online).